# Edward Olszewski (polityk)
Edward Michał Olszewski (ur. 21 września 1955 w Piotrkowie Trybunalskim) – polski nauczyciel, działacz związkowy i samorządowiec, prezydent Bełchatowa w latach 1990–1994.

## Życiorys
Ukończył w 1978 studia w bialskopodlaskiej filii Akademii Wychowania Fizycznego w Warszawie. Pracował do 1982 jako nauczyciel w szkołach podstawowych w Bełchatowie i Dobiecinie. Później do 2008 był zatrudniony w Kopalni Węgla Brunatnego „Bełchatów”.
W 1981 wstąpił do „Solidarności”, wchodził w skład zarządu Regionu Piotrkowskiego związku. Po wprowadzeniu stanu wojennego organizował niejawne struktury NSZZ „S” w Bełchatowie, kolportował wydawnictwa niezależne. Za prowadzoną działalność był zatrzymywany przez funkcjonariuszy służb specjalnych. W 1989 brał udział w obradach Okrągłego Stołu w tzw. stoliku górniczym.
W latach 1990–1994 sprawował urząd prezydenta Bełchatowa. W 2002, 2006 i 2010 uzyskiwał mandat radnego powiatu bełchatowskiego z listy lokalnego komitetu wyborczego. Od 2002 do 2008 zajmował stanowisko wicestarosty. W 2008 został prezesem zarządu Administracji Domów Mieszkalnych.
Należał do KLD, Unii Wolności, Ruchu Społecznego AWS oraz Partii Centrum. Działacz Ligi Krajowej, był wiceprzewodniczącym tej organizacji.

## Odznaczenia
Odznaczony Srebrnym (2001) i Złotym (2005) Krzyżem Zasługi, a także Krzyżem Wolności i Solidarności (2015).